# Ribafeita
Ribafeita est une paroisse civile (en portugais : freguesia) du Portugal, située dans le district de Viseu et la Région Centre. Elle est rattachée à la municipalité de Viseu.